# Shatterstar
Shatterstar (Gaveedra-Seven), traducido como Estrella Rota en España, es un superhéroe mutante que aparece en los cómics estadounidenses publicados por Marvel Comics. Creado por el escritor Fabian Nicieza y el artista Rob Liefeld, el personaje apareció por primera vez en The New Mutants #99 (marzo de 1991), después de lo cual se convirtió en miembro del equipo de superhéroes, Fuerza-X. Más tarde se convirtió en un empleado de X-Factor Investigations, una firma privada de detectives protagonista de la serie X-Factor. En 2013, ComicsAlliance clasificó a Shatterstar como #29 en su lista de los «50 personajes masculinos más sexys en los cómics».
Lewis Tan interpreta a Shatterstar en las películas Deadpool 2 y Deadpool & Wolverine, esta última parte del Universo cinematográfico de Marvel.

## Historial de publicaciones
Shatterstar apareció por primera vez en The New Mutants #99 (marzo de 1991), y fue creado por Fabian Nicieza y Rob Liefeld. También apareció en una portada extra de pin-up en The New Mutants Annual # 6 (julio de 1990) como parte de una «Visión por Venir», anterior a su aparición en The New Mutants # 99.
Desde su debut, Shatterstar ha aparecido principalmente en el título original de Fuerza-X, con algunos temas dedicados exclusivamente a él. En 2005, el personaje apareció en su propia serie limitada, X-Force: Shatterstar. Shatterstar se convirtió en miembro de X-Factor en X-Factor # 45 (agosto de 2009).

## Biografía ficticia

### Origen
Shatterstar es originario del planeta Mojoworld (alrededor de un siglo en el futuro, a diferencia del Mojoverso que coexiste con la dimensión de la Tierra contemporánea, haciendo de él un viajero en el tiempo), que es gobernada por el tirano alienígena Mojo V. Allí, Shatterstar fue creado para ser un esclavo. El afirma no haber tenido padres, sólo una "cámara de gestación". Fue diseñado genéticamente para tener una mayor capacidad física para que pudiera servir como un gladiador en la arena.
Shatterstar aprendido las artes de la lucha como un guerrero en la arena en Mojoworld, donde participó en los combates por etapas para programas de televisión de Mojo. Se supone que fue aquí donde desarrolló su fuerte sentido del honor y el orgullo de guerrero. Finalmente se escapó y se unió a la Alianza Cadre, el rebelde del grupo que intentó derrocar a Mojo V de la dictadura. A partir de ahí, aprendió el idioma de Cadre y comenzó a tomar parte en las misiones.
En una de estas misiones, Arize lo envió de regreso en el tiempo a la Tierra para encontrar a los X-Men y obtener su ayuda para derrotar y derrocar a Mojo.

### Fuerza-X
Al llegar a la Tierra, en el presente, al no encontrar a los X-Men, Shatterstar fue teletransportado o viajó en el tiempo a la Tierra en el punto justo antes de que Cable reorganizara a los Nuevos Mutantes en Fuerza-X. Al principio, luchó contra Cable, Domino y los Nuevos Mutantes, pero después de que hablaron con él, los mutantes lo ayudaron contra el Protectorado Imperial. Con la garantía de Cable de que lo ayudarían a derrotar a Mojo (aunque con el uso del viaje en el tiempo no era urgente que se fueran pronto) Shatterstar se convirtió en miembro fundador del nuevo equipo, Fuerza-X.
Con Fuerza-X en su primera misión, Shatterstar luchó contra la Alianza del Mal y se encontró por primera vez con los Nuevos Guerreros. Luchó contra Night Thrasher y Silueta. Con Fuerza-X, los Nuevos Guerreros, el equipo "Muir Island X-Men" de Moira MacTaggert y X-Factor, luchó contra Proteus.
La siguiente misión de Fuerza-X, Shatterstar consistió en atacar la base de Frente de Liberación Mutante, donde Shatterstar luchó contra Reaper. Más tarde, con Fuerza-X y Spider-Man, que junto luchó contra Black Tom Cassidy y Juggernaut. Más tarde, con Fuerza-X, se enfrentó a la Hermandad de mutantes diabólicos del Sapo. En esa batalla, Shatterstar aparentemente mató a Masque, líder de los Morlocks.
Más tarde Shatterstar descubrió, para su asombro, que él también tenía los recuerdos de un terrícola llamado Benjamin Russell. Poco después, Mojo hizo sus prisioneros a Cable y Shatterstar y los transformó en imágenes digitales para uno de sus programas de televisión. En el transcurso de la aventura, Shatterstar fue mortalmente herido en combate. Más tarde, la aliada de Mojo, Espiral, los envió de vuelta a la realidad, donde recuperaron su verdadera forma. Espiral llevó a Shatterstar, Cable, Siryn y Longshot, otro rebelde del Mojoverso, al Instituto Weisman para Criminales Dementes en Rutland, Vermon. Allí, Espiral los llevó con uno de sus pacientes, un mutante llamado Benjamin Russell que no tenía parientes vivos, y que había estado en coma desde que sus poderes habían surgido y, curiosamente, era idéntico a Shatterstar. Longshot transfirió el alma de Shatterstar al cuerpo de Russell, y los dos se convirtieron en uno. Con esto, Shatterstar se restauró plenamente.
Sin embargo, esto no explica el porqué del parecido entre ambos. Todavía hay demasiados misterios aún inexplicadoso sobre el verdadero origen de Shatterstar. Se dio a entender que Shatterstar puede haber sido el hijo de Longshot y la x-man Dazzler. Un examen médico posterior llevado a cabo por Bestia en Shatterstar reveló que en realidad poseía un ADN idéntico al de Longshot. No obstante, posteriormente Dazzler afirmó haber perdido a su hijo, pero en realidad el paradero de ese niño, y las coincidencias, aún no se han explicado.
Shatterstar acompañó a su gran amigo Rictor a la casa de su familia en México para tratar de poner fin a su negocio de armas, y dejó a Fuerza-X. Después, ambos se separaron, pero nunca se explicó la razón.

### Después de Fuerza-X
Shatterstar es visto después en Madripoor, ganando dinero luchando en arenas. Él era buscado por Espiral. Aparentemente ella le confesó a Cable que Shatterstar, ahora fusionado con Russell, eran muy importantes para ella. Espiral llevó a Shatterstar a un mundo paralelo. En esa tierra, Espiral planeó convertirlo en su asesino, pero Shatterstar fue rescatado por Cable y Fuerza-X. A su regreso a la Tierra, Shatterstar fue contactado por Cable y se reunió con Fuerza-X para combatir a Skornn.
A raíz del "Día-M" y la aprobación de la Ley de Registro Superhumano, Shatterstar se asoció con Domino y Caliban para evacuar a los "198" del Instituto Xavier. Se llevaron a los fugitivos a una base secreta proporcionada a ellos por el Capitán América a través de Nick Fury. No obstante, el grupo fue traicionado, y apaenas lograron salir con vida del estallido de una bomba.

### Agencia de Investigadores X-Factor
Más tarde, Shatterstar, cuya mente está siendo controlada por el villano Cortex, ataca a Strong Guy y a Rictor. Shatterstar sale de su estado de trance cuando el control de Cortex sobre él se interrumpe. Al reconocer a Rictor, lo besa apasionadamente. Viajando a Detroit, Cortex enfrenta Longshot y la lucha contra el. Cortex intenta tomar el control de Longshot, él se sorprende de que Longshot, como Shatterstar, es extradimensional (limitando su grado de control) y que los dos hombres están de algún modo relacionados entre sí.
Shatterstar por primera vez experimente deseos románticos y sexuales, y decide iniciar una relación abierta con Rictor. Rictor, se siente herido por la necesidad de Shatterstar para la exploración sexual. Las cosas se complican aún más cuando Wolfsbane los descubre durante un momento íntimo, lo que lleva a una breve pelea entre ella y Shatterstar. Rictor se queda a cuidar a una Wolfsbane embarazada, que intenta engañarlo haciéndole creer que el bebé es suyo, mientras Shatterstar sale en una misión para X-Factor. En la misión, se encuentra con el verdadero padre del niño, Hrimhari, el Príncipe Lobo, y acaba con el engaño al decírselo a Rictor.
Durante la historia de "Hell on Earth War", Shatterstar y Rictor son golpeados por el Dios del Infierno, Mephisto, y parecen morir, pero de hecho son enviados al pasado relativo de Mojoworld, a la era de la llegada de Shatterstar a Mojoworld, como se muestra en el arco final de la historia de X-Factor, "The End of X-Factor". Rictor y la audiencia descubren que Shatterstar es el único rebelde de Mojoworld que no fue creado por Arize the Creator, ya que un día apareció misteriosamente desde el cielo. Luego, Arize usó el material genético de Shatterstar para crear Longshot, haciendo que el padre de Shatterstar Longshot sea genéticamente. Mojo más tarde ataca el santuario de Arize, lo que lleva a Shatterstar a teletransportarlo a él y a Rictor. Llegan más tarde a la historia de Mojoworld, en un momento en que Dazzler y Longshot están casados y luchan en una guerra contra Mojo. Dazzler se pone de parto y da a luz a un joven Shatterstar, quien Shatterstar le explica a Rictor que entregará el futuro de Mojoworld para que lo críen las personas que lo criaron, pero no antes de que borre los recuerdos de Dazzler y Longshot de tener un hijo.

### Nuevo Tian
Durante el Imperio Secreto se revela que Shatterstar y Rictor pudieron regresar al presente. Es parte de los residentes de New Tian, junto con Rictor y muchos otros mutantes. Después de que New Tian fue desmantelado, Rictor le dijo a Iceman que él y Shatterstar estaban ahora en un descanso.

### Propietario de la Mansión Crossing
Sintiéndose inseguro acerca de sí mismo y su relación con Rictor, Shatterstar terminó las cosas entre ellos.Recientemente soltero, Shatterstar compró una propiedad con las ganancias que había obtenido y la llamó Mansión Crossing. Ofreció las habitaciones a refugiados multidimensionales como él y sirvió como propietario y protector de sus inquilinos. Cuando los inquilinos de Shatterstar fueron secuestrados por el grupo mercenario de Mojoworld, los Patrocinadores de la Muerte y su líder, el ex aliado Gringrave, Shatterstar juró traerlos a casa.
Con la ayuda de Rictor, Shatterstar siguió al grupo hasta el mundo de Horus IV, que estaba gobernado por el Gran Maestro. El Gran Maestro encargó a Gringrave el secuestro, con la esperanza de utilizar una batalla de gladiadores entre los enemigos para satisfacer el ansia de los horuvianos por un conflicto sangriento.
Después de que Shatterstar matara a Gringrave en venganza por sus acciones,el propio Gran Maestro entró en la arena, buscando obtener el control de Shatterstar por toda la eternidad. Pero Shatterstar se negó a ceder y derrotó al Gran Maestro teletransportándolos a la Tierra-1218, un mundo donde los seres con superpoderes no existen y los poderes divinos del Gran Maestro no pueden funcionar. Shatterstar fue rescatado por Rictor, quien se acercó a través del universo para encontrarlo y traerlo a casa.

### eXtermination
Shatterstar se sorprendió cuando su antiguo mentor Cable fue asesinado mientras intentaba proteger a Iceman, que se encontraba desplazado en el tiempo.Cuando se reveló que una versión más joven de Cable era la responsable, Shatterstar se asoció con sus antiguos compañeros de equipo de X-Force para cazar a Kid Cable y hacer que respondiera por su crimen. Durante la búsqueda, Shatterstar se convirtió en uno de los perros cazadores de mutantes de Ahab e intentó matar a Jean Grey, que se encontraba desplazada en el tiempo.Shatterstar fue sometido por Cannonball y liberado de la influencia de Ahab.

### Krakoa
Shatterstar fue uno de los muchos mutantes que se unieron a la nación mutante de Krakoa tras su creación. El fue visto junto a muchos otros Krakoanos lamentando la muerte de Charles Xavier a manos de criminales superhumanos antimutantes que se habían infiltrado en Krakoa y habían matado a muchos de sus residentes, incluido Xavier.
En algún momento, Shatterstar regresó a Mojoworld, convirtiéndose en el transmisor en vivo con más suscriptores y mejor clasificado de la dimensión. Sin embargo, Shatterstar comenzó a sentirse atrapado por el estatus de celebridad que había creado para sí mismo. Cuando su compañera transmisora en vivo Danza del Viento organizó su propia muerte para satisfacer a sus fanáticos, Shatterstar informó en secreto al equipo Krakoan X-Factor de su muerte para que pudieran reclamar el cuerpo de Danza del Viento antes de que Arize pudiera producir un clon y obligarla a reanudar su transmisión. X-Factor tuvo éxito en su misión, pero se vieron obligados a dejar atrás a Shatterstar. Ellos prometieron regresar y rescatarlo.El equipo finalmente cumplió esta promesa regresando junto con los Nuevos Mutantes y organizando la libertad de todos los mutantes allí. Después de esto, ellos reclutaron a Shatterstar para derrotar a Morrigan, liberando a Siryn de su control.
Luego él fue recompensado con recuerdos de su pasado, lo que lo llevó a buscar a Rictor durante la Gala del Fuego Infernal, después de lo cual se sentaron en la costa de la recién creada Isla Braddock y se encontraron.Los dos aparentemente volvieron a estar juntos después de esto y lo acompañó en una misión al Otro Mundo con Excalibur investigando una guerra en ciernes, entre Merlín y el Rey Arturo contra la raza mutante.
Después de que Merlyn derrocó a Saturnyne, tomó el control del Otro Mundo y expulsó a la mayoría de su población mutante,Excalibur decidió resucitar a Mordred en Krakoa usando un frasco de agua del Otro Mundo en lugar del material genético estándar, después de descubrir que era un mutante porque estaba profetizado que derrotaría al Rey Arturo. La magia del Otro Mundo involucrada hizo que la resurrección fuera atípica, ya que Mordred desapareció inmediatamente del huevo y se encontró en el Otro Mundo. Rictor y Shatterstar estaban entre los ocho mutantes que Roma pudo traer de regreso al Otro Mundo, mientras que allí encontraron al exmiembro de Excalibur Kylun y poco después Mordred, regresó a una edad joven enfrentándose a las fuerzas de Arthur. El se presentó al equipo y pidió asilo. En ese momento, Roma Regina les dio a todos los presentes una visión mágica, declarándolos los Caballeros de X y dándoles una misión para encontrar el Sitio Peligroso perdido.
Su primera misión con este nuevo equipo fue a Blightspoke, una tierra envenenada donde están enterrados los restos de realidades colapsadas, y mientras estaban allí él y Rictor lucharon contra los Vescora y el equipo encontró a su única residente, la Sheriff Gia Whitechapel y su tripulación, encarcelada en una fábrica que produce Brightswill sólido, una sustancia que despotencia a los mutantes. La pareja destruyó la fábrica con la ayuda de Gia, luego el equipo se dirigió hacia Savalith, una antigua civilización fundada por seres parecidos a vampiros.Después de reagruparse para salvar a Mad Jim Jaspers en El Torcido Marcado, Gambito se sacrificó contra las fuerzas del Rey Arturo y le dio al equipo acceso a Mercator, un dominio del Otro Mundo creado por Señor M a partir del Sitio Peligroso. Allí se hundieron en las arenas movedizas y fueron probados psicológicamente por la tierra, hasta que Rachel Summers pudo sacarlos de la ilusión. Luego, las fuerzas de Arturo, las fuerzas de Merlyn y Roma y Saturnyne montando a Shogo convergieron en su ubicación.

## Poderes y habilidades
Shatterstar posee un nivel de fuerza sobrehumano, así como sentidos, fuerza, velocidad, reflejos / reacciones, agilidad, flexibilidad, destreza, coordinación, equilibrio, resistencia e inteligencia sobrehumana, como resultado de la ingeniería genética extradimensional que lo creó. La velocidad de Shatterstar y su agilidad son considerablemente superiores al ser humano.
Él es un excelente estratega militar y ha tenido una amplia formación en muchas formas de artes marciales y combate. Sus huesos son huecos, haciéndole mucho más ligero de lo que parece. Él habitualmente maneja dos espadas de un solo filo. Shatterstar es capaz de regenerar el tejido dañado mucho más rápido que un humano ordinario. Lesiones como cuchilladas y puñaladas sanan por completo en cuestión de horas. Además, posee la capacidad de cambiar sus órganos internos dentro de su cuerpo.
También tiene la habilidad mutante para canalizar y generar poderosas ondas de choque de vibración (y tal vez de bioelectricidad) a través de sus espadas, aunque rara vez los usa, ya que tienden a agotarlo.
Después de regresar del Mojoverso, demostró la capacidad de abrir una "X" en forma de portal capaz de teletransportarse a lugares deseados.
*Capacidad de tener una erección del tamaño de la luna.

## Sexualidad
Aunque Shatterstar reveló tener una compañera, Windsong, en el Mojoverso, más tarde, afirmó que nunca había sentido ningún tipo de agitación sexual o amor romántico, lo que indica una forma de asexualidad. Desde entonces, su estado emocional ha estado fluctuando. En Fuerza-X mostró emoción, después de haber desarrollado una un tanto ambigua amistad con Rictor. El escritor Jeph Loeb dio a entender que Shatterstar tenía sentimientos románticos por Rictor y estaba pensando en hacer de los dos una pareja, pero dejó el título antes de que pudiera hacerlo posible.
El escritor Peter David declaró que su "exposición prolongada en la Tierra", han cambiado las cosas para el guerrero, y comenzó a desarrollar una capacidad romántica real. En X-Factor vol. 2 # 45, ambos personajes se besaron por primera vez.
Uno de los creadores de Shatterstar, Rob Liefeld, expresó su desaprobación, diciendo que el personaje estaba destinado a ser "asexual, y luchando por entender el comportamiento humano".

## Otras versiones

### Amalgam Comics
Shatterstar aparece fusionado con Starfire de DC Comics para crear a "Shatterstarfire".

## En otros medios

### Cine
- Shatterstar aparece en Deadpool 2 (2018),[45] interpretado por Lewis Tan.[46]Esta versión es Rusty, un extraterrestre humanoide de sangre verde de Mojoworld. El es reclutado en la Fuerza-X por Deadpool y Weasel. Sin embargo, Shatterstar muere durante la primera misión del grupo, en su paracaídismo al desviarse de su curso hacia las aspas de un helicóptero. Afortunadamente, Deadpool retrocedió en el tiempo y lo salvó a él, así como a Peter Wisdom de morir, y siguieron siendo amigos cercanos de Deadpool desde entonces.
- Shatterstar aparecerá en Deadpool & Wolverine (2024), interpretado nuevamente por Lewis Tan.[47]Seis años después, Shatterstar fue invitado a la fiesta de cumpleaños sorpresa de Wilson en su apartamento, junto con Wisdom y otros amigos de Wilson.

### Videojuegos
- Shatterstar aparece como un personaje jugable desbloqueable en Marvel: Avengers Alliance.